# Ecoduct Mollebos
Het ecoduct Mollebos is een ecoduct over de autosnelweg A12 en de spoorlijn Utrecht-Arnhem tussen Driebergen en Maarn, ter hoogte van het dorp Austerlitz. Deze natuurbrug is genoemd naar het aangrenzende Mollebos en is 53 meter breed en 79 meter lang. Dit wildviaduct werd op 8 oktober 2013 geopend door Bart Krol, lid van het college van Gedeputeerde Staten van de provincie Utrecht, en Dick Wijte, voorzitter van het Nationaal Park Utrechtse Heuvelrug.

## Ecologische verbinding
Ecoducten zijn bedoeld om de versnippering van natuurgebieden tegen te gaan die is ontstaan door infrastructuur zoals (snel-)wegen en spoorlijnen. Voor veel diersoorten vormen dergelijke doorsnijdingen een onneembare barrière waardoor populaties afgesneden worden en op den duur kunnen uitsterven. Voor veel diersoorten is een aaneengesloten leefgebied van voldoende omvang een noodzakelijke voorwaarde voor overleven. 
Vooral sinds de vijftiger jaren van de twintigste eeuw groeide de mobiliteit snel met als gevolg meer en vooral bredere wegen. Bijvoorbeeld op de A12 tussen Driebergen en Veenendaal steeg het aantal motorvoertuigen tussen 1960 en 2010 van 11.700 tot 90.000. Daardoor werd het oversteken van het zuidelijke deel van de Utrechtse Heuvelrug - sinds 2003 een nationaal park - steeds moeilijker voor reptielen, amfibieën en zoogdieren zoals ree en das. De effecten van versnipperingen werden vooral van de zeventiger jaren steeds beter merkbaar: meer verkeersslachtoffers (en nog weer later - na het inkrimpen van de populaties - minder verkeersslachtoffers) en het verdwijnen van soorten uit gebieden waar ze eerst regelmatig voorkwamen.
Sinds 2004 werkt de Rijksoverheid in het kader van het Meerjarenprogramma Ontsnippering (MJPO) aan een systematische aanpak van de versnippering van de natuur door infrastructuur.
Het ecoduct Mollebos speelt een cruciale rol in het herstel van de ecologische verbindingen op de Utrechtse Heuvelrug. Samen met het ecoduct Rumelaar en andere (kleinere) faunapassages zorgt dit ecoduct ervoor dat diersoorten zoals ree, das, boommarter, zandhagedis, hazelworm, maar ook insecten hun weg kunnen vinden van het zuidelijk deel van de heuvelrug naar het noordelijke. Het ecoduct is bovendien ontworpen om in de toekomst nog grotere diersoorten, zoals het edelhert de barrière van snelweg en spoorweg veilig te laten nemen.

## Geopend door schapen
De plaats waar het ecoduct Mollebos werd aangelegd werd bepaald door de nabijheid van het landgoed Noordhout, dat als rustgebied voor wild fungeert (en door terreinomstandigheden). De aanleg vond plaats in het kader van de verbreding van de A12. De verzorgingsplaats Mollebos die hier langs de snelweg lag, werd in het kader van de aanleg van het ecoduct opgeheven.

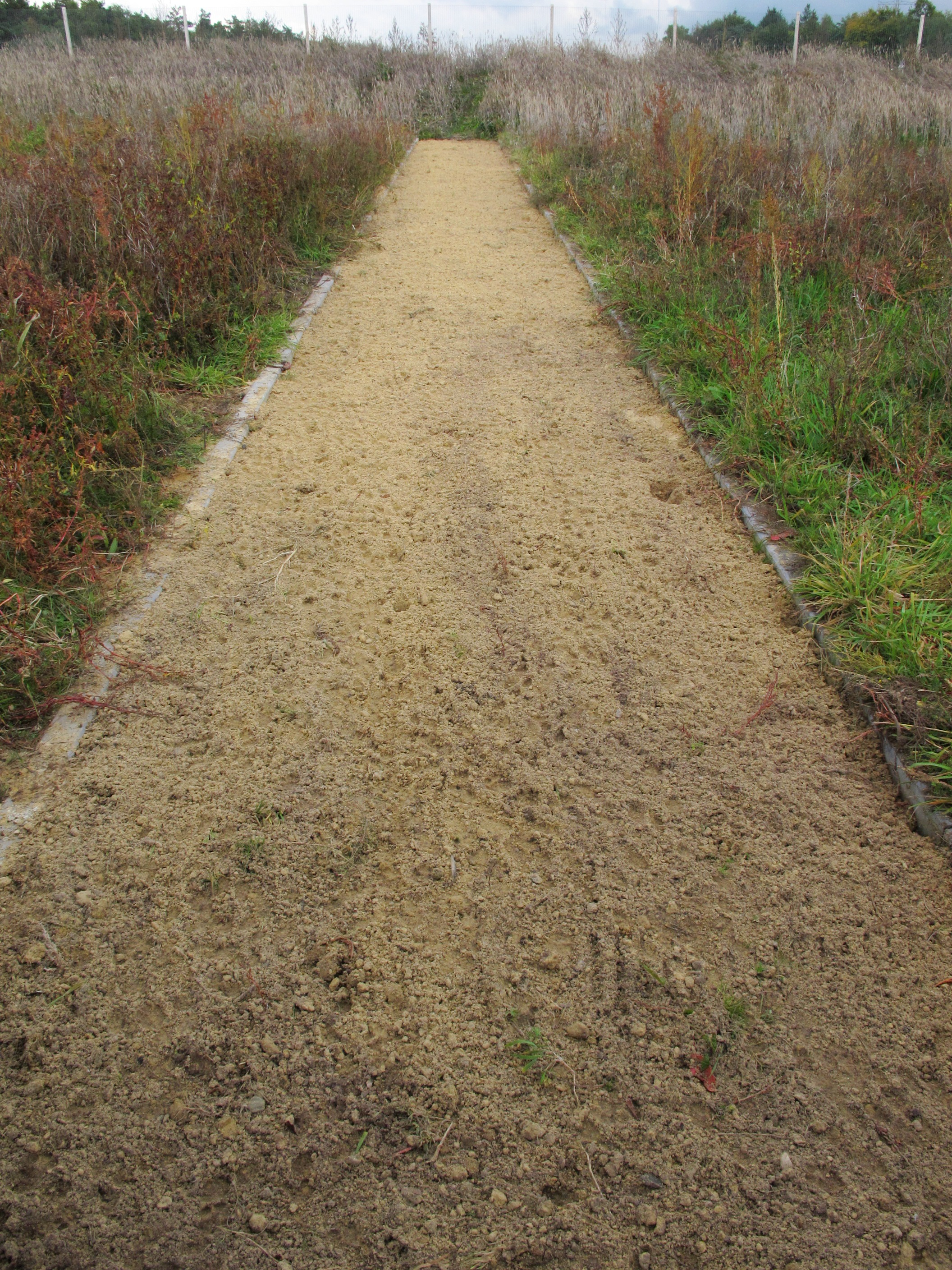
Het monitoren van het ecoduct vindt onder meer plaats door in deze zandstrook sporen te zoeken

Een schaapskudde stond in het middelpunt van de belangstelling bij de opening van het ecoduct Mollebos op 8 oktober 2013. In 2007 maakte een schaapskudde met een herder een tocht van 100 km over de Utrechtse Heuvelrug, van de Grebbeberg tot het Gooimeer. Die kudde - die model stond voor een trekkende groep zoogdieren - ontmoette tal van (onneembare) barrières. De tocht duurde drie weken. Nu kan een schaapskudde onbelemmerd van het zuidelijke deel van de Heuvelrug naar het aansluitende gebied ten noorden ervan lopen. Bart Krol, lid van gedeputeerde staten van Utrecht en Dick Wijte, voorzitter van het Nationaal Park Utrechtse Heuvelrug waren getuigen en openden hiermee het ecoduct. Op dat moment kon ook het Nationaal Park uitgebreid worden van 6.000 naar 10.000 hectare, doordat het nu een aaneengesloten geheel vormde met de landgoederen Bornia, Noordhout en Den Treek-Henschoten en met de Leusderheide en de bossen van Zeist en Austerlitz.
Dat het ecoduct “werkt” was daarvoor al gebleken, toen het Utrechts Landschap haar 'Week van het Landschap' hield op landgoed Noordhout. Tijdens een excursie naar het nog niet geopende ecoduct werd waargenomen hoe een ree over het ecoduct rende. Overigens wordt regelmatig gemonitord welke dieren gebruikmaken van het ecoduct.